# Monarca de capell blanc
El monarca de capell blanc (Monarcha richardsii) és un ocell de la família dels monàrquids (Monarchidae).

## Hàbitat i distribució
Habita els boscos de les illes Salomó centrals.